# 劉禮
刘礼（？—前151年），汉朝宗室，西汉楚王。
其父楚元王刘交是汉高祖刘邦的弟弟。他开始在朝廷做宗正，封平陆侯。前154年，其侄刘戊与吴王刘濞等掀起七国之乱，被汉景帝平定，刘戊自杀。汉景帝命刘礼继楚王位。一共在位三年。前151年，刘礼去世，谥号文，他儿子刘道嗣位。
史記載劉禮曾出現於【細柳營】的典故。
| 前任： 刘戊 | 西汉楚王 前153年—前151年 | 繼任： 安王刘道 |

## 註解
1. ↑  《汉书》卷五：立平陸侯劉禮為楚王，續元王後。